# Stanisława Przybyszewska
Stanisława Przybyszewska (ur. 1 października 1901 w Krakowie, zm. 15 sierpnia 1935 w Gdańsku) – polska dramatopisarka i powieściopisarka.

## Życiorys
Była córką pisarza Stanisława Przybyszewskiego i malarki Anieli Pająkówny. Wychowywała ją tylko matka. Aniela Pająkówna z córką wielokrotnie zmieniała miejsce pobytu: od Lwowa przez Wiedeń, Zurych i Monachium do Paryża, gdzie matka zmarła w 1912 na zapalenie płuc. Opiekunami małoletniej Stanisławy zostali Wacław i Zofia Moraczewscy oraz wujostwo Helena i Marcin Barlińscy. Dzięki ich dbałości otrzymała bardzo staranne wykształcenie. Wcześnie poznała arcydzieła literatury i malarstwa europejskiego, z łatwością przyswoiła sobie kilka języków i umiejętność gry na skrzypcach. Po dziesięciu latach pobytu za granicą, w połowie 1916 wróciła do kraju. W Krakowie kontynuowała naukę w żeńskim seminarium nauczycielskim i po odbyciu praktyki pedagogicznej w szkole ludowej w Nowym Sączu, w 1920 zdała egzamin dojrzałości w IV Gimnazjum Realnym w Krakowie. Po maturze przeniosła się do Poznania, gdzie od ponad roku przebywał jej ojciec z drugą żoną Jadwigą primo voto Kasprowiczową.
W Poznaniu otrzymała posadę na poczcie, wkrótce jednak z niej zrezygnowała, niezadowolona z mechanicznego charakteru swojej pracy. Rozpoczęła studia muzyczne w poznańskim konserwatorium. W następnym roku zapisała się na poznański uniwersytet, gdzie przez jeden trymestr uczęszczała na wykłady na wydziale filologicznym. Samodzielnie studiowała ekonomię, psychologię i podstawy nauk socjologicznych. W tym czasie zarabiała jako nauczycielka. W 1922 debiutowała w XIV tomie poznańskiego „Zdroju” przekładem prozy poetyckiej Marcela Lenoira pt. Myśli o malarstwie.
W 1922 przeniosła się do Warszawy. W 1923 poślubiła malarza Jana Panieńskiego poznanego podczas pobytu w Poznaniu. Natychmiast potem oboje wyjechali do Gdańska, gdzie Panieński był nauczycielem rysunków w Gimnazjum Polskim. Zamieszkiwali skromny pokój w budynku na placu gimnazjalnym. Aktywnie uczestniczyli w życiu kulturalnym polskiego środowiska w Wolnym Mieście, biorąc udział w pracach Macierzy Szkolnej i Towarzystwa Przyjaciół Nauki i Sztuki. W 1925 Jan Panieński wyjechał na studia artystyczne do Paryża, gdzie zmarł nagle pod koniec tegoż roku. Przybyszewska bezskutecznie starała się o etat nauczycielski w Gimnazjum Polskim; udało jej się tylko zachować bezpłatnie dotychczasowe mieszkanie.
Odtąd poświęciła się przede wszystkim twórczości literackiej, utrzymując się z prywatnych lekcji języków obcych. W latach 1929–1933 otrzymywała zasiłki i stypendia Ministerstwa Wyznań Religijnych i Oświecenia Publicznego. W tym trudnym okresie otrzymywała pomoc finansową od ciotki Heleny Barlińskiej i przyrodniej siostry Iwy (córki Dagny Juel, primo voto Bennet, później od 1947 secundo voto Dahlin). Była osobą schorowaną i zreumatyzowaną. Od lekarza otrzymywała recepty na środek przeciwbólowy, morfinę, której małe porcje pozwalały jej na znośną egzystencję. Zmarła 15 sierpnia 1935 z wycieńczenia i biedy. Pochowana na Chełmie (niem. Stolzenberg) w Gdańsku. W wielu miejscach (m.in. w Encyklopedii Gdańskiej) podawane są nieprawdziwe informacje, że została pochowana na cmentarzu dla bezwyznaniowców. Jej grób nie zachował się do naszych czasów.
Od 27 listopada 2015 imię Przybyszewskiej nosi wyprodukowany w 1997 tramwaj Konstal 114Na Gdańskich Autobusów i Tramwajów o numerze bocznym 1501. Od 16 marca 1984 do likwidacji 22 kwietnia 2013 imię pisarki nosił również Dom Kultury Lokatorsko-Własnościowej Spółdzielni Mieszkaniowej „Morena” w Gdańsku, którego tradycje kontynuuje obecnie Centrum Kultury im. Jana Pawła II.

## Twórczość
Pozostawiła bogatą korespondencję (Listy – trzy tomy wydane w latach 1978–1985). Pisała wiele opowiadań, które jednak w większości pozostały niedokończone. Wyjątkiem są Ostatnie noce ventose’a, którego głównymi bohaterami są rewolucjoniści francuscy – Maksymilian Robespierre, Georges Danton i Camille Desmoulins. Autorka podejmuje tam próbę zanalizowania łączących ich relacji: od młodzieńczej przyjaźni, poprzez polityczną nienawiść, aż do utajonego romansu (hipoteza ta, niegdyś popularna wśród historyków, została już zarzucona). W 2015 wydano Cyrograf na własnej skórze i inne opowiadania – zbiór siedmiu niepublikowanych opowiadań Przybyszewskiej, dotyczących m.in. rewolucji francuskiej.
Do tematyki rewolucji odnosiły się również dramaty Przybyszewskiej. Pierwszy z nich, jednoaktówka Dziewięćdziesiąty Trzeci – to fikcyjny romans między zdeklasowaną arystokratką a młodym działaczem jakobińskim. Największą sławę jednak zdobyła sobie Sprawa Dantona (1929) – opowieść o walce pomiędzy stronnictwem popierającym Dantona a zwolennikami Robespierre’a. W utworze tym autorka przełamała starą konwencję literacko-historiograficzną, opowiadając się jednoznacznie po stronie Robespierre’a poprzez ukazanie jego racji ideowych i wypieranie stereotypu krwawego tyrana. Dalszym ciągiem tego dramatu miał być Thermidor – kronika upadku jakobinów w lipcu 1794, lecz pozostał nieukończony.

## Stosunek do postaci historycznych
Obsesją Przybyszewskiej stało się nie tyle zrozumienie motywacji rewolucjonistów, co przeforsowanie własnej interpretacji wydarzeń. Pragnę wbić w grząską materię publicznego mózgu nowy obraz Rewolucji, obraz, co by nie był śmiertelną krzywdą dla kilku herosów – wyjaśniała. Pisarka szczególnie dużo uwagi poświęciła procesowi dantonistów, widząc w nim starcie między dobrem a złem – osobowością mentalną a renegatem powołania.
Kluczową postacią był dla Przybyszewskiej Maksymilian Robespierre. Pisarka, bazując głównie na prorewolucyjnej monografii Alberta Mathieza, mocno idealizowała przywódcę jakobinów, polemizując z „reakcyjnymi” historykami. Przybyszewska widziała w Nieprzekupnym idealistę i geniusza, którego nie potrafili docenić współcześni mu działacze. Z biegiem czasu, coraz bardziej izolując się od świata zewnętrznego, wytworzyła silną więź emocjonalną ze swoim wyobrażeniem polityka. W dniu ukończenia Sprawy Dantona pisała: Jestem dziś jeszcze głębiej zakochana w Robespierze, niż pięć lat temu. (...) Nikomu, ani żywemu, ani fikcyjnemu, nie dotrzymałam wierności tak długo. Do śmierci codziennie pracowała nad kolejnymi tekstami poświęconymi Nieprzekupnemu, a swoje listy datowała według kalendarza rewolucyjnego. Podzielająca jej fascynację Hilary Mantel nazwie ją kilkadziesiąt lat później „kobietą, która umarła na Robespierre’a”.

## Rewolucja jako projekt antropologiczny
Pomimo szeroko zakrojonych badań i szczegółowej wiedzy na temat przebiegu wydarzeń, Przybyszewska nie postrzegała rewolucji francuskiej jako wydarzenia historycznego. Światopogląd zawarty w swojej twórczości wyłożyła wprost w licznych listach oraz opublikowanym w „Wiadomościach Literackich” Samowywiadzie. Pojawia się tam zasadnicze pojęcie osobowości mentalnej.
Pisarka rozróżniała dwie płaszczyzny, na jakich funkcjonuje człowiek – naturalną (doczesną) i mentalną. Naturalność jest tu wartościowana jednoznacznie negatywnie, jako równoznaczna z przeciętnością i biernością. Aktywność istoty duchowej może jednak zdominować człowieczeństwo i doprowadzić do powstania nowej jakości. Miałaby ona przejawiać się w absolutnej samoświadomości, która prowadziłaby do wyzwolenia nie tylko z zależności fizycznych, ale i psychicznych. Tak wytworzona osobowość mentalna wolna byłaby od płci, emocji, osobistych uwarunkowań i doświadczeń podmiotu, a byłaby czystym intelektem pojmującym mechanizmy historyczne i zdolnym formować rzeczywistość.
Świat według Przybyszewskiej kształtowany był stale przez abstrakcyjnie pojmowaną duchowość, która aktualizowała się w określonych momentach historii. Za punkt, w którym starły się ze sobą płaszczyzny mentalna i naturalna, uznała pisarka właśnie rewolucję francuską. W jej wyobraźni działacze urastali do rangi olbrzymów gotowych do najdalej idących poświęceń w imię idei, a największym z nich był Robespierre. Widziała w nim pozbawioną wszelkich osobistych pobudek siłę duchową, która objawiła się w rzeczywistości materialnej i zaczęła ją przekształcać. W Samowywiadzie wyjaśnia: u geniusza dokonało się ujarzmienie naturalnej istoty i jej woli przez mentalną. Identyfikacja obu woli, właściwa tylko geniuszowi, wywołuje potężną harmonię psychiczną, jednolitość dynamiki o napięciu piorunującym. Obie płaszczyzny bytu są połączone: życie mentalne jest świadome, a siła twórcza działa wprost przez naturalne władze jednostki, za jej zgodą i współdziałaniem. Doskonale pozaosobista orientacja całego życia ma za cel jedyny realizację ideowej wizji.
Ów geniusz objawia się w bardzo konkretnym momencie historycznym, gdy życie zbiorowości wstępuje w nową fazę ewolucyjną, dla której potrzebne mu są nowe formy. Wówczas narastający nieuchronnie żywioł kumuluje się w jednostce dostatecznie rozwiniętej, by móc nad nim zapanować. Według Przybyszewskiej, niezadowolenie, gorycz i poczucie nieokreślonego braku wzbierają w ludności, by w końcu spoić naród w zdolną do romantycznego heroizmu masę. Wtedy to następować ma rewolucja. Przeciętny człowiek, jako jednostka niedojrzała, Przybyszewskiej nie interesuje i praktycznie nie pojawia się w jej twórczości. Dla pisarki przewrót nie był związany z głodem, polityką finansową Neckera, ani z rosnącymi ambicjami bogatych przedstawicieli stanu trzeciego. Był punktem styku świata duchowego z materialnym, momentem, w którym abstrakcyjny żywioł opanował kilka wybitnych jednostek. Te pociągnąć miały za sobą naród ku wyzwoleniu z poziomu czysto biologicznego i ich obowiązkiem stało się utrzymać ten stan za wszelką cenę. Stąd też płynie nietypowa ocena rewolucji francuskiej.

## Robespierre i Danton
Najistotniejszymi postaciami w twórczości Przybyszewskiej byli Danton i Robespierre, jako reprezentanci dwóch skrajnie odmiennych postaw. Rola pozostałych bohaterów w dużej mierze ogranicza się do ustosunkowania się względem racji antagonistów. Ich pojedynek polityczny – główny temat Sprawy Dantona i Ostatnich nocy ventose’a – traktuje autorka jako punkt kulminacyjny w duchowym rozwoju ludzkości. Proces, w wyniku którego skazano na śmierć przywódców kordelierów, staje się tu walką ducha z materią.
Robespierre, jak wyjaśniała, usiłował rozwinąć i utrwalić półocknienie mentalne w stałą aktywność. Jego działalność polityczną Przybyszewska postrzegała jako budzenie do wielkości. Ogół jednak nie jest zdolny do tego samego, co jednostki wybitne. W Sprawie Dantona czy Thermidorze ulica dochodzi do głosu tylko wtedy, gdy zostaje zmanipulowana przez Dantona, który cynicznie wykorzystuje tłum.
Danton jest w twórczości Przybyszewskiej antytezą Robespierre’a, „renegatem powołania”. Pisarka nazywała w ten sposób ludzi genialnych, którzy obrali linię najmniejszego oporu, usiłując istotę mentalną podporządkować woli naturalnej i celom osobistym. Odrzucać mieli oni rzeczywistość duchową w imię zaspokajania własnych, czysto biologicznych popędów, w których przypominają pospolitego człowieka. Równocześnie jednak, jako jednostki wybitnie inteligentne, mieliby zdawać sobie sprawę ze swej wyższości, dążąc do władzy. Ta staje się celem, a nie środkiem. Gdy zostaje osiągnięta, sprawowana jest bez jakiejkolwiek troski o byt masy. Indywidualnie renegat jest nam dostępny – wykładała autorka – żyje bowiem w tonacji naturalnej, jak przeciętny ogół. Jak u ogółu, orientacja jest egoistyczna, zdeterminowana przez popęd animalny (...). Z tejże tonacji zasadniczej wynikają bliskie nam cechy jego charakteru: przewaga uczuciowości nad umysłem, gwałtowna impulsywność itd. Danton nie tylko jest nam zrozumiały, lecz w największym stopniu sympatyczny. To zjawisko właśnie miało być przyczyną popularności kordeliera wśród historyków.
Według Przybyszewskiej zepsucie moralne renegata polega nie tyle na niewiedzy o istnieniu mentalnej płaszczyzny bytu, co na jej świadomym zanegowaniu. Postrzega on świat jako nonsensowny i godny wykorzystania. Nie ma dlań żadnej wartości wyższej, nie jest więc zdolny uwierzyć w uczciwe pobudki. Objawy życia mentalnego interpretuje mylnie: heroizm gromadny wydaje mu się masowym obłędem, a motywy kierujące akcją geniusza – taktyką ambicji osobistej. W oparciu o ten model pisarka konstruowała postać Dantona. Jego ułomnością nie była pospolitość, a poddanie się naturze, charakteryzujące człowieka przeciętnego.
Didaskalia Przybyszewskiej bywają bardzo rozbudowane, co umożliwia jeszcze wyraźniejsze wartościowanie pojawiających się postaci. Jest to jedno z głównych narzędzi służących z jednej strony idealizowaniu, a z drugiej – demonizowaniu antagonistów.
Dla autorki Sprawy Dantona podstawowa staje się przeciwstawność natury i mentalności. Ich wartościowanie jasno wynika z wcześniejszych założeń. Jak wskazuje Maria Janion, trudno szukać w naszej literaturze kogokolwiek, kto sprzeciwiałby się naturze tak wyraźnie. Tłum robotników został według Przybyszewskiej stworzony na podobieństwo bezmyślnej i monstrualnej siły witalnej, i żyje, ulegając jej bez walki. A ona tymczasem płodzi masami (znacznie za wiele na możność uczciwego, solidnego wykończenia) – a w panicznym, zupełnie bezpodstawnym pośpiechu, byle płodzić, płodzić bez względu na zdolność zniesienia ich u przedmiotu, na skutki dla reszty stworzeń.
Z tego obrzydzenia biologią wyrasta szczególny sposób przedstawiania przez dramatopisarkę Dantona i Robespierre’a. Reakcje Dantona przedstawiane są poprzez rozbuchaną fizyczność, która ma budzić obrzydzenie: odwraca się ku lewej i patrzy za kolegami z takim natężeniem nienawiści, że ohydny profil, zbudowany na szczęce jak wał kamienny, przybiera pewną absurdalną piękność.
Skontrastować można ten opis z charakterystyką Robespierre’a: ciało szczupłe,
nieskazitelnie harmonijne.Rysy prawie klasycznie piękne.(…) Wargi zarysowane cudownie,
jawny znak nerwowej delikatności i nieledwie chorobliwej wrażliwości. Wyraźnie widać tu nie tylko, do kogo autorka żywi sympatię, ale jak go postrzega. Witalność, siła i fizyczność jako taka są dla Przybyszewskiej obrzydliwe, co zostaje jeszcze zaakcentowane przez kontrastującą z nimi kruchość drugiego ciała. W didaskaliach Danton zaprzęga całą fizjologię w wyrażanie emocji: raptem przeszywa go piorun straszliwego bólu, od którego mu się twarz wykrzywia i ciemnieje, aż przypomina w swej bezradności wstrętną maskę noworodka. Zrywa się i staje twarzą do kominka, wstrząsany drgawkami w barkach i plecach; Ma oczy błędne w twarzy szarej; zmartwiałe mięśnie obwisły pod tłuszczem, szczęka drży. Dyszy.
Dla Przybyszewskiej nienaturalność sama w sobie jest wartością. W sztuczności jej bohatera widać wyraźną celowość. Jego postawa, jego ruchy – niezwykle skąpe i matematycznie obliczone – uderzały tym, że były opanowane jak u tancerza i widocznie obmyślane; żaden refleks nie był spontaniczny. To świadome poskromienie natury. Ciało Robespierre’a zostaje całkowicie podporządkowane woli. Przez cały czas „Sprawy Dantona” toczy on wyczerpującą walkę z malarią, nie tylko nie pozwalając sobie na sen, ale całkowicie zapominając o jedzeniu. Udaje mu się w pewnym sensie funkcjonować zupełnie poza fizjologią. Robespierre, zgodnie z założeniami pisarki, zmaga się w sztuce z oporem rzeczywistości materialnej nie tylko poprzez działalność polityczną, ale rzuca wyzwanie upodlającej jednostkę naturze i przekracza granicę człowieczeństwa.
Razem z wyzwoleniem z biologii dochodzi do zaniku wszystkiego, co stanowi o jednostce. Dziś już nie posiadam osobistego życia – mówi Robespierre w Sprawie Dantona. Przestaję być człowiekiem; ludzka wrażliwość, ludzkie uczucia, pragnienia – wszystko zsycha stopniowo i odpada (…).
Odrzucenie życia osobistego to cecha bardzo charakterystyczna dla myślenia Przybyszewskiej. W jej twórczości to sprawy publiczne są najważniejsze, a życie prywatne jest rzeczą marginalną. O ile dla większości pisarzy zasadnicze okazują się wątki miłości czy przyjaźni rozwijające się na tle życia publicznego, tutaj pełnią one rolę całkowicie drugorzędną. Zgodnie ze światopoglądem autorki Sprawy Dantona, przywiązanie do doczesności nie pozwala rozwinąć w pełni osobowości mentalnej i działać twórczo. Słowo „cnota” oznacza dla niej właśnie zdolność absolutnego wykluczenia osobistych dążeń i uczuć.
Pojęcie cnoty funkcjonuje u pisarki na kilku poziomach. Jest to zarówno cnota republikańska, stoicka, jak i cnota w najbardziej potocznym znaczeniu wstrzemięźliwości seksualnej. Rewolucjonista nie tylko musi służyć ojczyźnie, ale nie może być występny; zgodnie z tą wizją rzeczywistości, hedonizm jest najgorszym z grzechów. Działaczowi nie wolno czerpać z czegokolwiek zysków ani szukać uciech ciała. Dla Przybyszewskiej te postulaty prowadzą do wyrwania jednostki z niewoli natury. Człowiek cnotliwy to istota przebudzona, która odrzuca iluzje w imię prawdziwego szczęścia, jakie miałaby dawać tylko praca twórcza.

## Inscenizacje

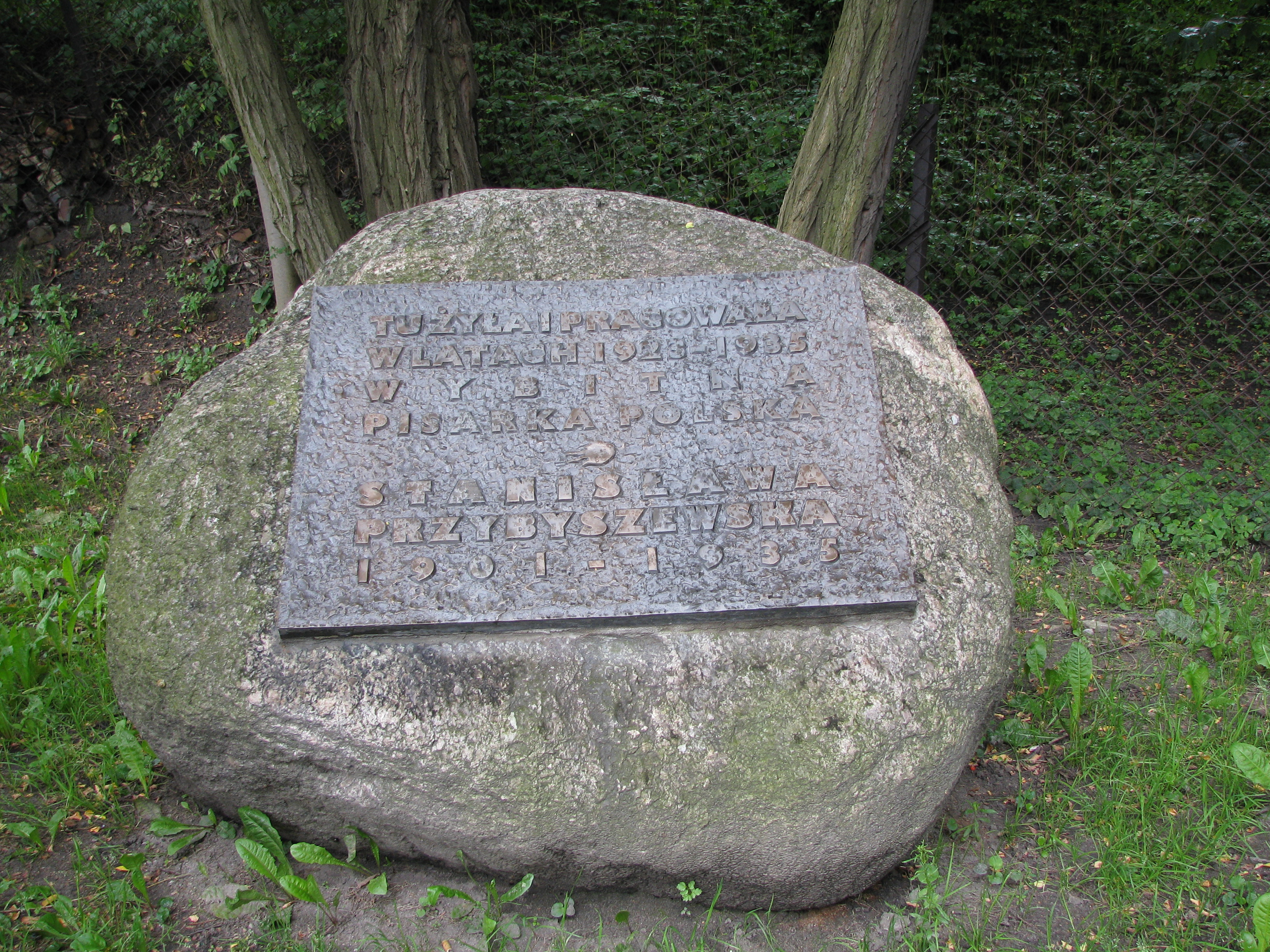
Kamień upamiętniający Stanisławę Przybyszewską obok dawnego Gimnazjum Polskiego w Gdańsku, ul. Jana Augustyńskiego 1

- 20 marca 1931 – „Sprawa Dantona” w Teatrze Wielkim we Lwowie (reż. Edmund Wierciński)
- 30 września 1933 – „Sprawa Dantona” w Teatrze Polskim w Warszawie (reż. Aleksander Zelwerowicz)

W reżyserii Jerzego Krasowskiego:
- 1967 – „Sprawa Dantona” w Teatrze Polskim we Wrocławiu
- 1969 – „Dziewięćdziesiąty trzeci” w Teatrze Telewizji
- 1971 – „Thermidor” w Teatrze Polskim we Wrocławiu
- „Sprawa Przybyszewskiej” – widowisko telewizyjne oparte na korespondencji pisarki
- 25 stycznia 1975 – „Sprawa Dantona” w Teatrze Powszechnym w Warszawie (reż. Andrzej Wajda)
- W 1983 na podstawie dramatu „Sprawa Dantona” Jean-Claude Carrière napisał scenariusz do filmu „Danton” zrealizowanego przez Andrzeja Wajdę.
- 14 marca 2008 – „Sprawa Dantona” w Teatrze Polskim w Bydgoszczy
- 29 marca 2008 – „Sprawa Dantona” w Teatrze Polskim we Wrocławiu
- 26 kwietnia 2012 – „Sprawa Dantona. Samowywiad” w Teatrze Malabar Hotel w Warszawie
- 28 listopada 2014 – „Thermidor” w Teatrze Polskim w Bydgoszczy
- 20 listopada 2015 – „Olimpia z Gdańska” (opera Zygmunta Krauze) w Operze Bałtyckiej w Gdańsku w reż. Jerzego Lacha[21]